# Kren Blista-Vanee
Kren Blista-Vanee es un personaje de la saga Star Wars.
Kren Blista-Vanee era un dignatario del Imperio Galáctico que estuvo en la Segunda Estrella de la muerte en Endor. Sirvió de corte y asistente del Emperador Palpatine y se cree que falleció tras la explosión de la gran estación espacial. Blista-Vanee estuvo acompañado por otros dignatarios Imperiales como Ars Dangor, Sim Aloo y Janus Greejatus entre otros.
- Datos: Q5960689